# Kyllburg
Kyllburg település Németországban, Rajna-vidék-Pfalz tartományban. Lakosainak száma 958 fő (2023. december 31.).

## Fekvése
Bitburgtól északkeletre, Sankt Thomastól délre, a Kyl folyó völgyében fekvő település.

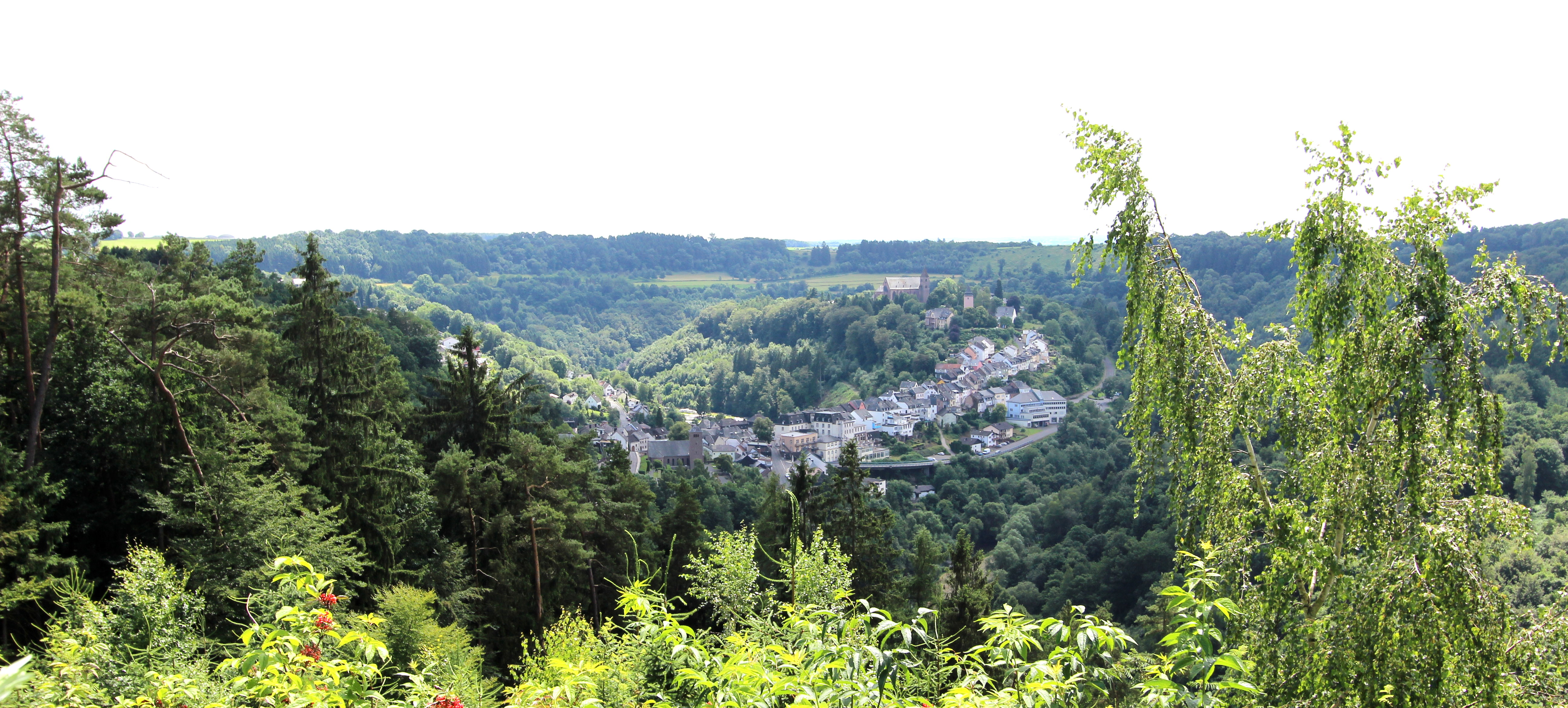
Kylburg látképe

## Leírása
A 438 méter magasságú Turbenberg lábánál fekvő festői szépségű helység klimatikus és Knepp-kúra gyógyhely. A településnél található 364 méter magas Stiftsbergen 13. századi vártorony áll.
Egykori alapítványi templomát (Stiftkirche) 1276-ban alapították.  Szentélyében 1533-34-ből való szép üvegfestmények láthatók. A templom melletti egykori káptalanház és keresztfolyosó 14. századi.
A Kyl völgyében Sankt Thomas felé haladva az egykori cisztercita kolostor romjait  és egy 12. századból való román stílusú templomot láthatunk.

## Nevezetességek
- Alapítványi templom
- Egykori cistercita kolostor maradványai

## Galéria

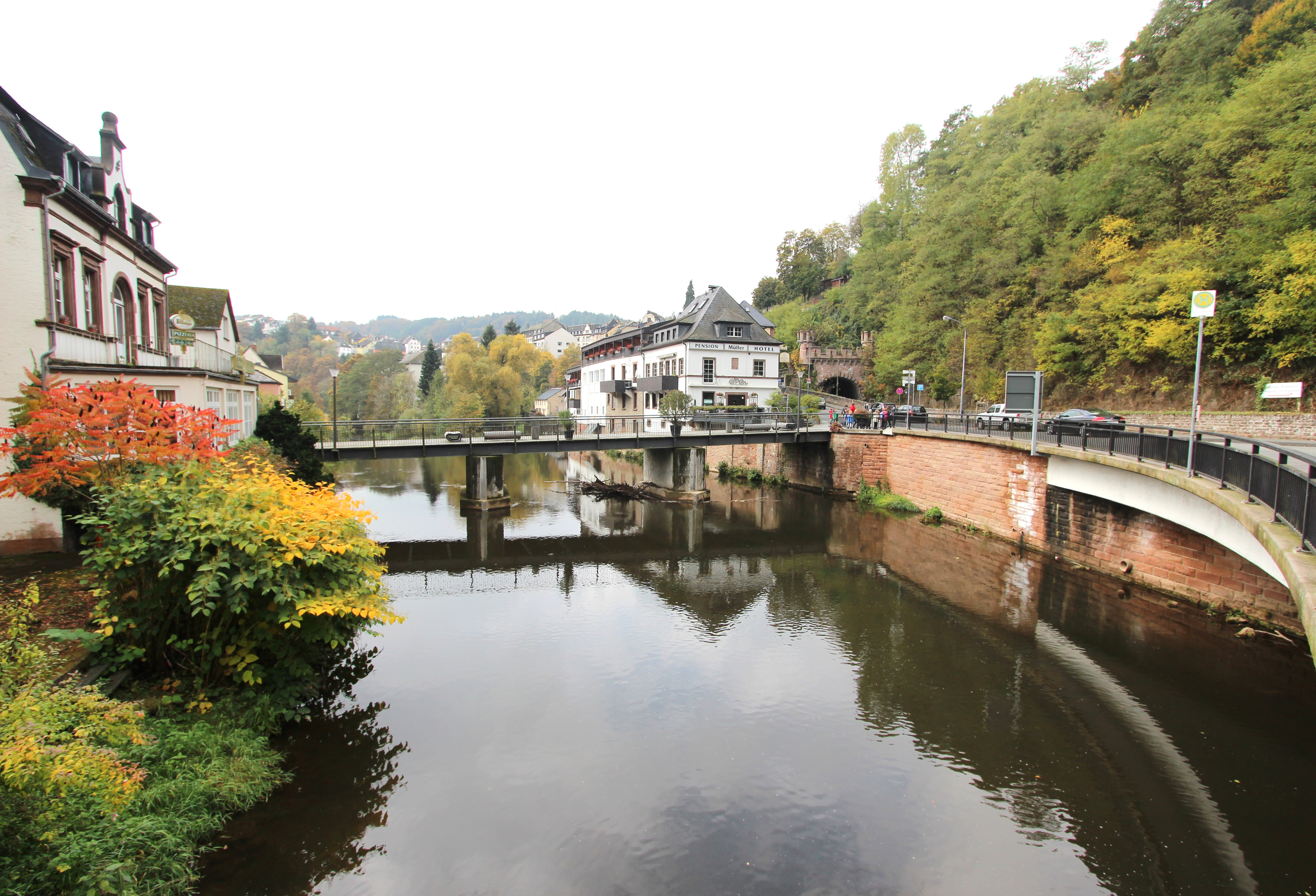
Kylburg látképe a Kyl folyóval
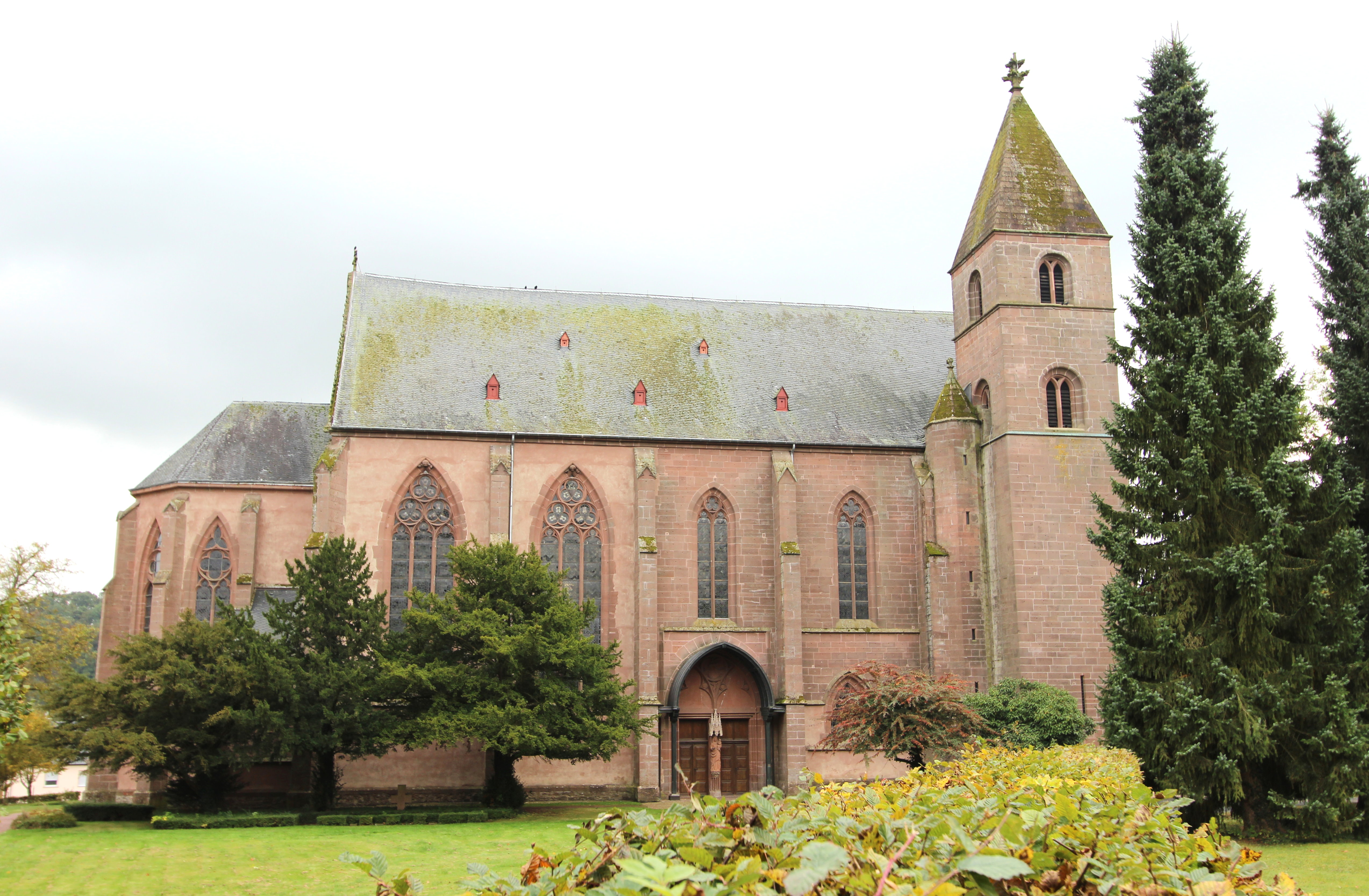
Kylburg, templom
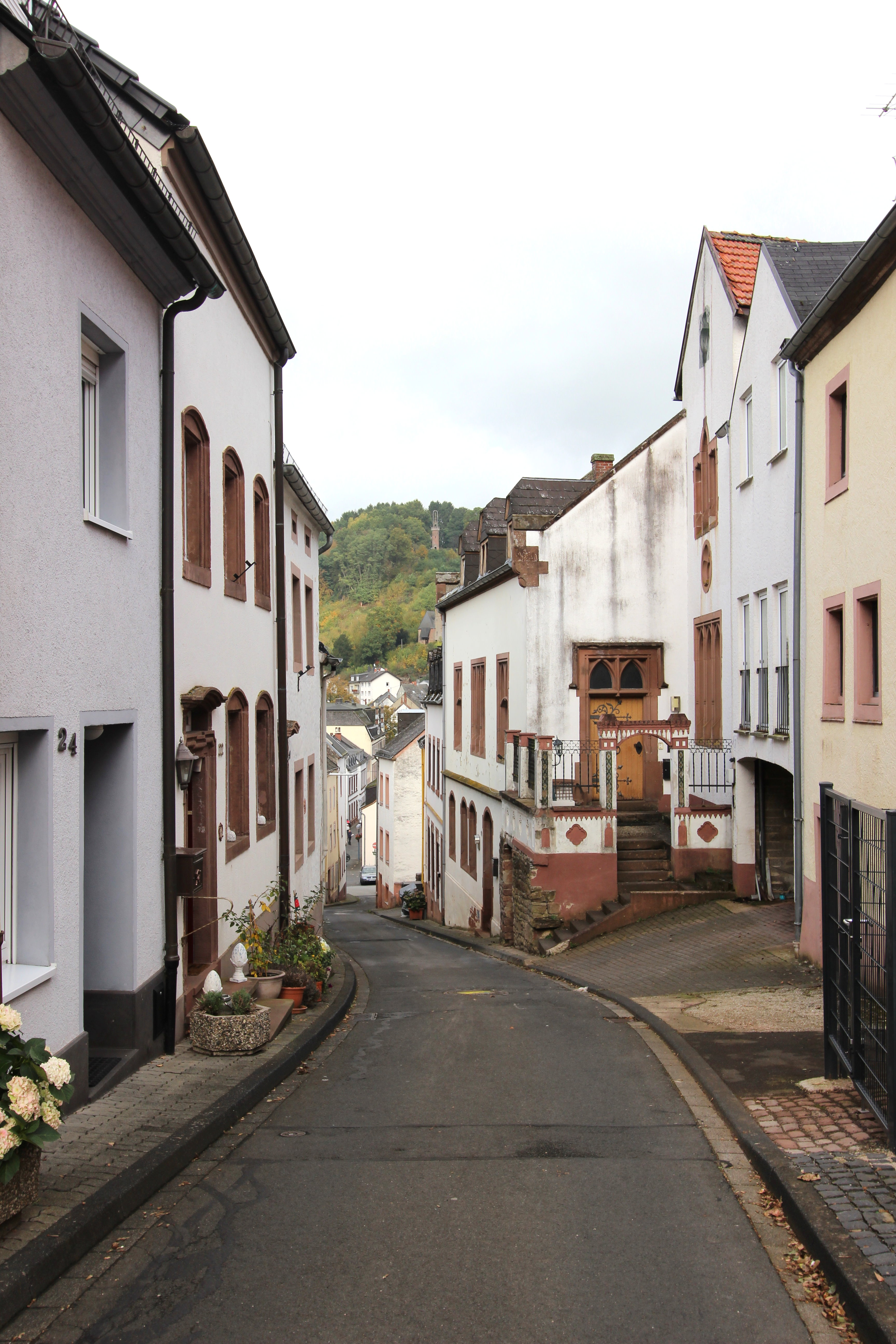
Kylburg, látkép
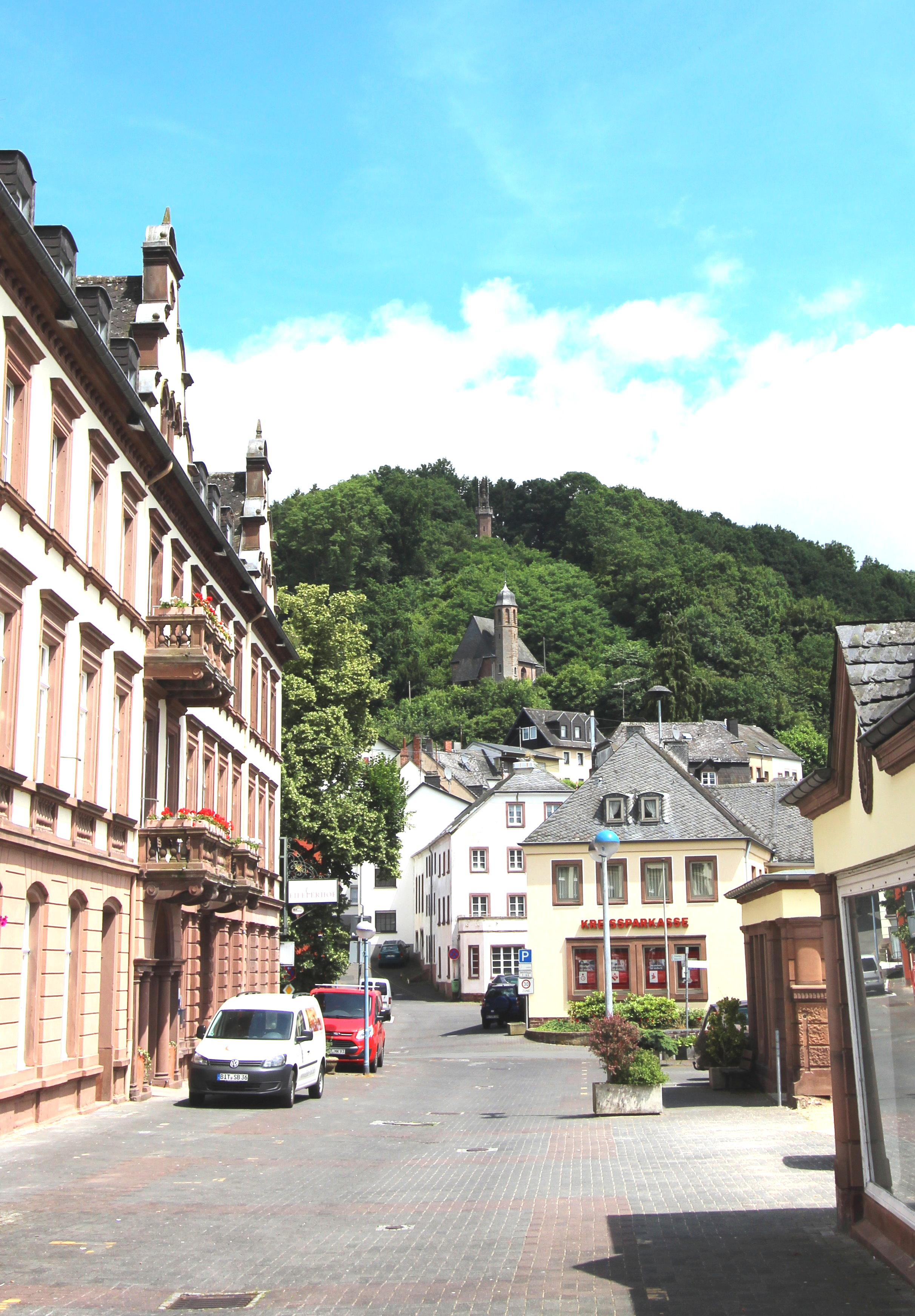
Kylburg
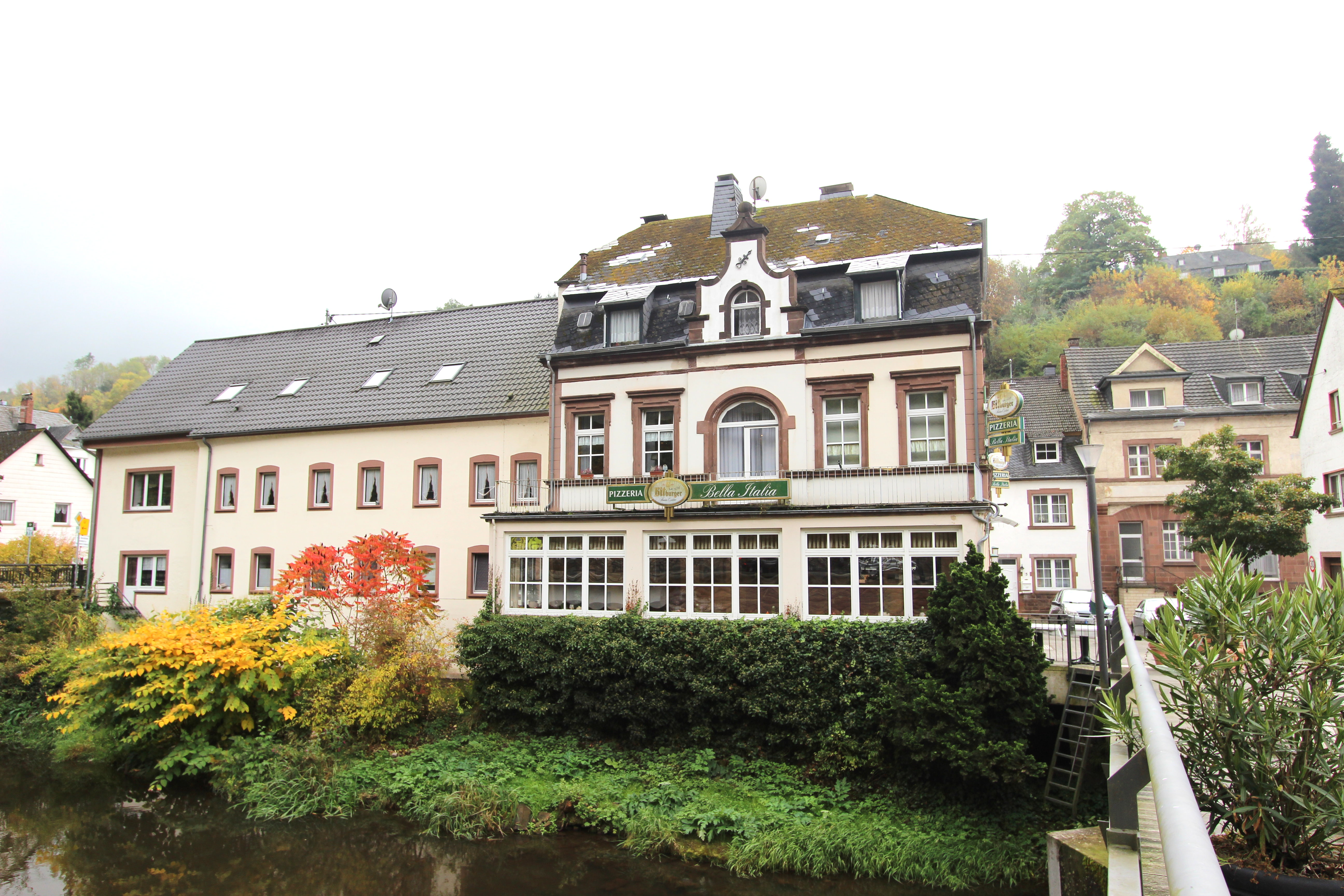
Bademer Straße
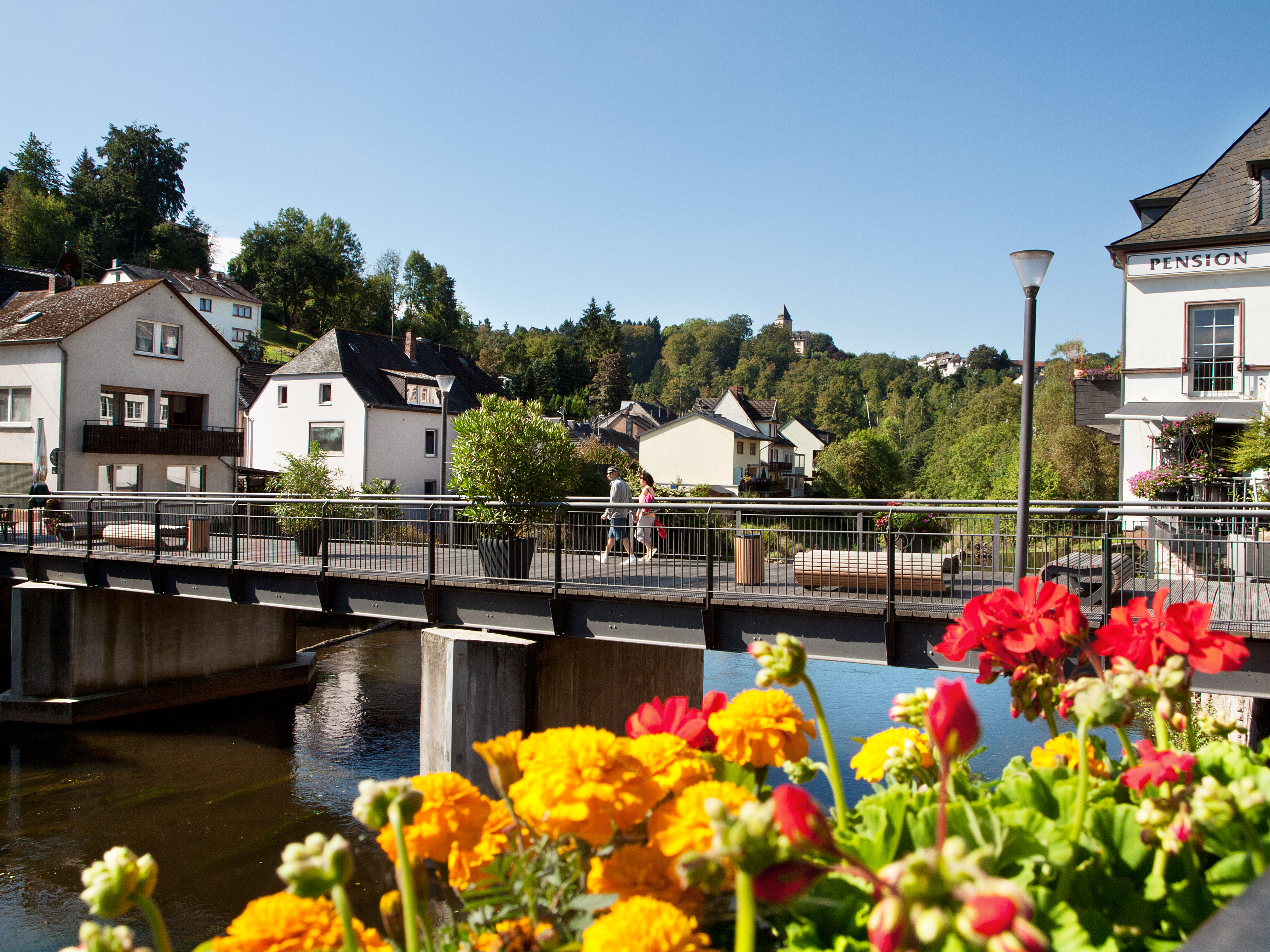
A város látképe
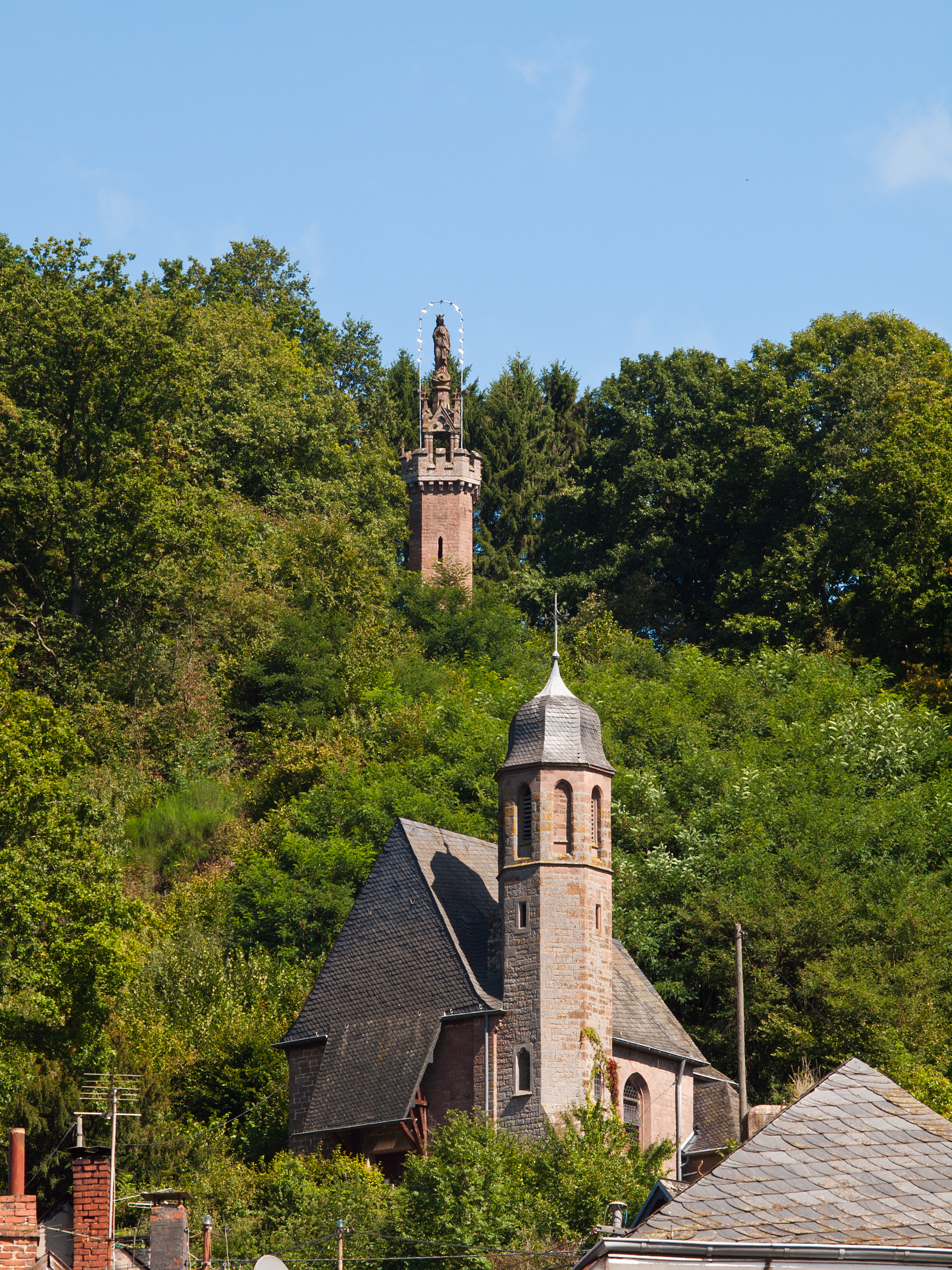
Kylburg
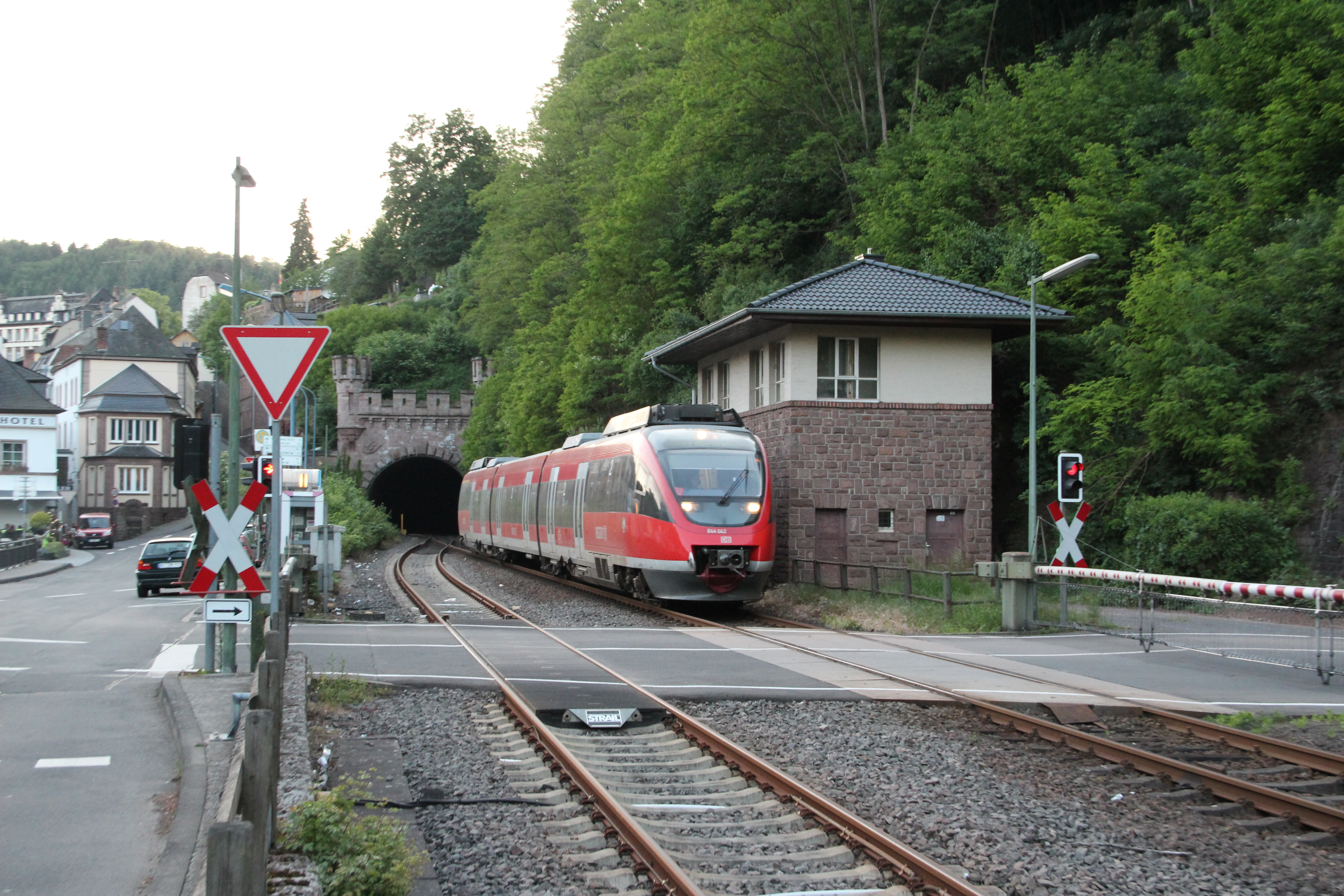
Kylburg, panoráma

## Népesség
A település népességének változása:
| Lakosok száma | 1126 | 890  | 906  | 992  | 981  | 958  |
|               | 1975 | 2017 | 2019 | 2021 | 2022 | 2023 |